# Ri Ho-jun
Ri Ho-jun (kor. 리호준; ur. 1 grudnia 1946) – północnokoreański strzelec sportowy. Złoty medalista olimpijski z Monachium.
Specjalizował się w strzelaniu karabinowym. Brał udział w trzech igrzyskach olimpijskich (IO 72, IO 76, IO 80). W 1972 triumfował w strzelaniu z karabinu małokalibrowego leżąc na dystansie 50 metrów i wywalczony przez niego medal był pierwszym złotem olimpijskim sportowca z KRLD. Był wielokrotnym medalistą mistrzostw Azji (indywidualnie trzy złote medale w 1975) i igrzysk azjatyckich (indywidualnie dwa złote, jeden srebrny i jeden brązowy medal w 1974 i 1978).